# Кристя, Николае
Никола́е Кристя (рум. Nicolae Cristea; 26 ноября 1906, Галац Румыния — март 1943, Форт Мон-Валерьен, Франция) — деятель румынского рабочего движения, антифашист.

## Биография
Член Румынской коммунистической партии с 1929 года. В 1931-1933 годах сидел в тюрьме. В 1936-1938 годах сражался в Испании в составе интернациональных бригад. С 1940 года под псевдонимом Жозеф Копла (фр. Joseph Copla) участвовал во французском Движении Сопротивления. В 1942 году арестован Гестапо и позже расстрелян.